# Bernhard von Barsewisch

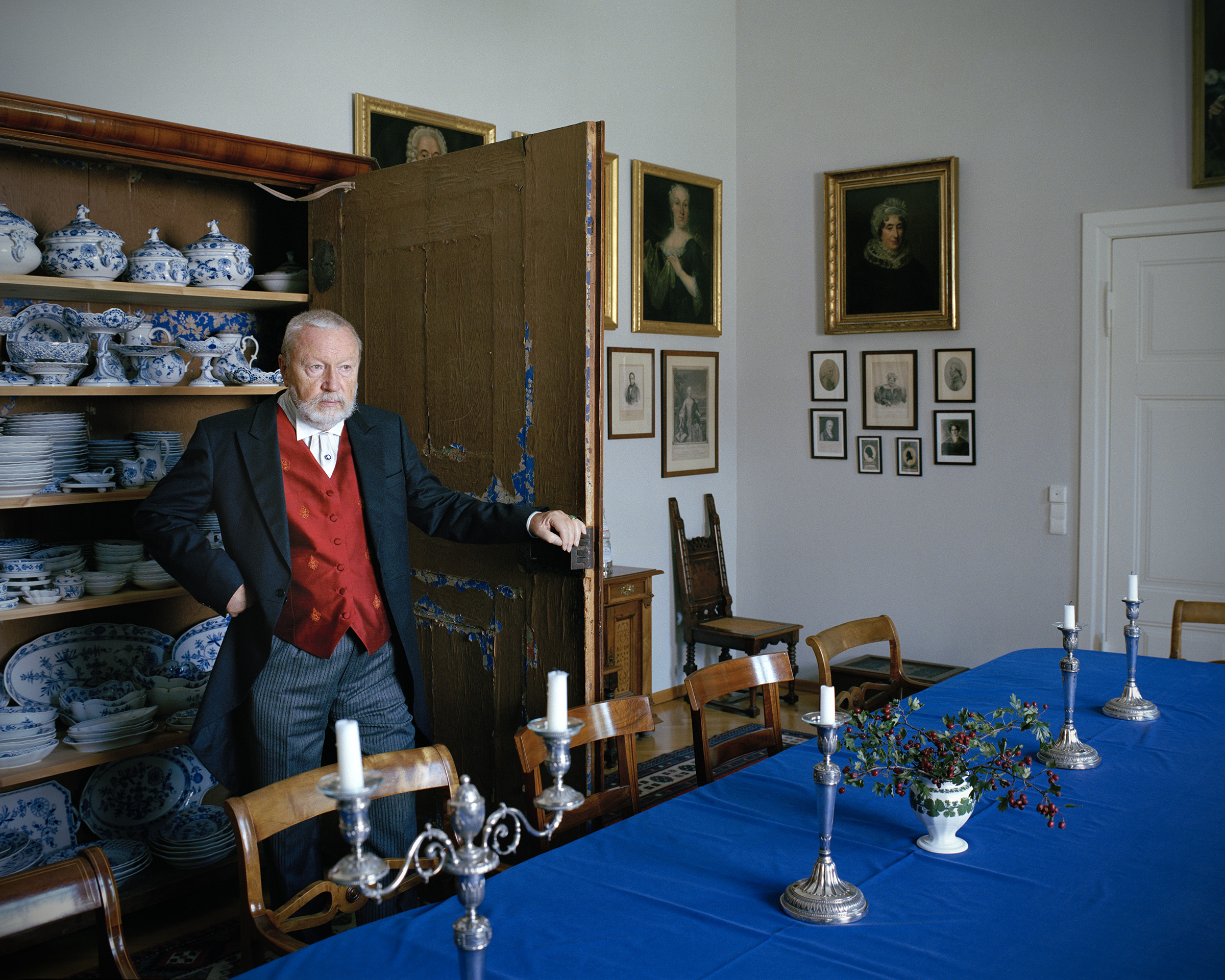
Bernhard von Barsewisch fotografiert von Oliver Mark im Esszimmer in Schloss Wolfshagen, Groß Pankow 2011

Bernhard von Barsewisch (* 18. April 1935 in Klein Plasten) ist ein deutscher Mediziner, Kunstsammler und Genealoge.

## Leben
Er stammt aus dem Adelsgeschlecht von Barsewisch und ist der Sohn des späteren Generalmajors der Luftwaffe Karl Henning von Barsewisch und der Elisabeth geb. Gans Edle Herrin zu Putlitz-Retzin (* 1894; † 1962), Tochter der Emmy Lürmann (* 1856; † 1934) und des Konrad Gans zu Putlitz (* 1855; † 1924), Stiftshauptmann des Klosters Heiligengrabe sowie Erbmarschall und Kammerherr. Nach dem Besuch der Volksschule in Perleberg flüchtete er mit der elterlichen Familie noch vor Kriegsende 1945 nach Oedelum. Ab 1946 besuchte Bernhard von Barsewisch die Freie Waldorfschule in Hannover. Das Abitur legte er 1954 an der Waldorfschule in Hamburg ab. Anschließend studierte er zunächst Biologie, später Humanmedizin an den Universitäten in Hamburg und West-Berlin. 1960 legte er das medizinische Staatsexamen ab. 1961 wurde von Barsewisch nach Verteidigung seiner Dissertationsschrift Zur Frage der Sklerabeteiligung beim malignen Melanoblastom der Chorioidea und des Ciliarkörpers an der Universität Hamburg zum Dr. med. promoviert.
Nach dem Studium war Bernhard von Barsewisch als Medizinalassistent tätig, bevor er 1965 eine dreijährige ophthalmologische Ausbildung an der Augenklinik der Universität Essen aufnahm. Nach deren Abschluss ging er 1968 an die Ludwig-Maximilians-Universität nach München, wo er an der Augenklinik bis 1978 als Oberarzt wirkte und sich 1972 mit der Habilitationsschrift Die Netzhautblutungen des Neugeborenen habilitierte. Als außerplanmäßiger Professor wurde er 1978 leitender Belegarzt der Augenklinik Herzog Carl Theodor. 
Nach der deutschen Wiedervereinigung zog es ihn in seine „Geburtsheimat“ zurück. 1991 kaufte er das Gutshaus Groß Pankow, aus dem seine Mutter stammte. Im darauffolgenden Jahr begann er mit dessen Umgestaltung zur Augen-Tagesklinik, die 1993 eröffnet wurde. 2003 setzte er sich zur Ruhe.
Neben seiner beruflichen Tätigkeit befasst er sich sehr intensiv mit der Erforschung der Genealogie seiner Familie, wirkt als Vorsitzender der Gemeindevertretung Groß Pankow (Prignitz) und ist in verschiedenen Vereinen tätig. Das Museum im Schloss Wolfshagen, zu dessen Erhalt die 2005 von Bernhard von Barsewisch gegründete Stiftung Schlossmuseum Wolfshagen beiträgt, zeigt u. a. seine umfangreiche Porzellansammlung.
Barsewisch ist Ehrenmitglied des Altmärkischen Vereins für vaterländische Geschichte in Salzwedel.

## Schriften (Auszug)

### Medizin
- Zur Frage der Sklerabeteiligung beim malignen Melanoblastom der Chorioidea und des Ciliarkörpers, Hamburg 1961.
- Perinatal retinal haemorrhages: morphology, aetiology and significance, Berlin, Heidelberg, New York: Springer 1979.

### Historie
- (gemeinsam mit Arnulf Stößel): Keramiken des Bayerischen Nationalmuseums [Sammlung von Barsewisch] im Internationalen Keramik-Museum Weiden, Selbstverlag Bayerisches Nationalmuseum, München 1990.
- Torsten Foelsch/Bernhard von Barsewisch (Bearb.): "Lächelnde Blumen des Friedens." Der spätromantische Schriftsteller Gustav zu Putlitz und sein Gut Retzin in der Prignitz als ländlicher Musenhof der Mark, Katalog zur Ausstellung im Schloß-Museum Wolfshagen vom 8. September bis 31. Dezember 2002, Hrsg. Förderverein Schloßmuseum Wolfshagen, Groß Pankow 2002.
- Klosterstift Marienfliess in Stepenitz (anläßlich des 775jährigen Jubiläums), Lukas Verlag, Berlin 2006. ISBN 3-936872-97-X. (Herausgeberschaft)
- Sieben Parks in der Prignitz. Geschichte und Zustand der Gutsparks der Gans Edlen Herren zu Putlitz, Hrsg. Förderverein Schloßmuseum Wolfshagen (Torsten Foelsch/Bernhard von Barsewisch, Bearb.), Bäßler Berlin 2004. ISBN 3-930388-32-4.; 2. Auflage, Bäßler, Berlin 2013. ISBN 978-3-930388-32-5.
- Bei den "edlen Gänsen" zu Tisch. Vom Kochen und Leben in märkischen Gutshäusern. Ein Zeitbild mit alten Rezepten, Berlin 2008. ISBN 978-3-939629-08-5., 2. Auflage, Berlin 2016. ISBN 978-3-939629-39-9.
- Groß Pankow, in: Schlösser und Gärten der Mark; Heft 161, Hrsg. Deutsche Gesellschaft, Bäßler, Berlin 2021. ISBN 978-3-945880-78-4.
- Schloss Wolfshagen Groß Pankow (Prignitz), Kunstverlag Josef Fink, Lindenberg i. Allgäu 2023. ISBN 978-3-95976-205-2.